# 코르티코스테로이드

코티코스테론

코르티코스테로이드(corticosteroid, 겉질스테로이드, 피질스테로이드) 또는 코르티코이드(corticoid)는 척추동물의 부신겉질에서 생성되는 스테로이드 호르몬을 포함하는 화학 물질의 한 계열이다.
- 당질 코르티코이드
- 무기질코르티코이드

자연적으로 발견되는 흔한 호르몬 중에는 코티코스테론(C
21H
30O
4), 코르티손(C
21H
28O
5, 17-하이드록시-11-디하이드로코티코스테론), 알도스테론이 있다.

## 역사
현재 알려진 최초의 이용은 1944년으로 거슬러 올라간다. 1950년에 에드워드 캘빈 켄들, 필립 쇼월터 헨치와 함께 타데우스 리히슈타인은 코르티손의 분리를 이끌어낸, 부신피질의 호르몬에 대한 그들의 공적으로 생리학, 의학 분야에서 노벨상을 받았다.
코르티스테로이드는 가끔 약물 치료를 목적으로 사용되고 있다.

## 같이 보기
- 스테로이드
- 부신속질
- 부신겉질 호르몬